# Großer Preis von Belgien 1988
Der Große Preis von Belgien 1988 (offiziell XLVI Champion Belgian Grand Prix) fand am 28. August auf dem Circuit de Spa-Francorchamps in der Nähe von Spa statt und war das elfte Rennen der Formel-1-Weltmeisterschaft 1988.

## Berichte

### Hintergrund
Wenige Tage nach dem Tod von Enzo Ferrari trat die Formel 1 zum elften WM-Lauf des Jahres in Belgien an. Nigel Mansell fehlte krankheitsbedingt und wurde von Martin Brundle vertreten.
Mit Alain Prost (zweimal), Ayrton Senna und Michele Alboreto (jeweils einmal) traten drei ehemalige Sieger zu diesem Grand Prix an.

### Training
Erneut waren die McLaren-Piloten Senna und Prost im Training die Schnellsten und bildeten die erste Startreihe vor den beiden Ferrari-Fahrern Gerhard Berger und Alboreto. Auf dem fünften Startplatz folgte Riccardo Patrese vor den beiden Benetton-Teamkollegen Thierry Boutsen und Alessandro Nannini.
Aufgrund ungünstigerer Wetterbedingungen am Samstag konnte keiner der Teilnehmer des zweiten Qualifikationstrainings seine jeweils am Freitag aufgestellte Bestzeit unterbieten.

### Rennen
Senna und Prost hatten sich im Vorfeld des Rennens darauf geeinigt, dass derjenige, der nach dem Start als Erster die enge La Source-Haarnadelkurve erreichen würde, keine Gegenwehr des Teamkollegen zu befürchten habe, um eine Kollision zu vermeiden. Dementsprechend ließ Senna dem besser gestarteten Prost dort den Vortritt. Auf der langen Geraden hinter der Eau Rouge-Kurve überholte der Brasilianer jedoch aus dem Windschatten heraus und verteidigte die Spitzenposition fortan bis ins Ziel. Prost wurde Zweiter.
Aufgrund von technischen Problemen war Berger nach wenigen Runden ausgeschieden. In Runde 36 hatte auch sein Teamkollege Alboreto aufgrund eines Motorschadens aufgeben müssen. Somit wurde Boutsen Dritter vor Nannini. Ivan Capelli erreichte als Fünfter vor Nelson Piquet das Ziel.
Nach dem Rennen wurde in den Tanks der beiden Benetton regelwidriger Kraftstoff festgestellt. Es folgte die Disqualifikation beider Fahrer. Die beiden Arrows-Piloten Derek Warwick und Eddie Cheever rückten demzufolge in die Punkteränge auf.

## Meldeliste
| Team                           | Nr. | Fahrer             | Chassis           | Motor                    | Reifen |
| ------------------------------ | --- | ------------------ | ----------------- | ------------------------ | ------ |
| Camel Team Lotus Honda         | 01  | Nelson Piquet      | Lotus 100T        | Honda RA168E 1.5 V6t     | G      |
| Camel Team Lotus Honda         | 02  | Satoru Nakajima    | Lotus 100T        | Honda RA168E 1.5 V6t     | G      |
| Tyrrell Racing Organisation    | 03  | Jonathan Palmer    | Tyrrell 017       | Ford Cosworth DFZ 3.5 V8 | G      |
| Tyrrell Racing Organisation    | 04  | Julian Bailey      | Tyrrell 017       | Ford Cosworth DFZ 3.5 V8 | G      |
| Canon Williams Team            | 05  | Martin Brundle     | Williams FW12     | Judd CV 3.5 V8           | G      |
| Canon Williams Team            | 06  | Riccardo Patrese   | Williams FW12     | Judd CV 3.5 V8           | G      |
| West Zakspeed Racing           | 09  | Piercarlo Ghinzani | Zakspeed 881      | Zakspeed 1500/4 1.5 L4t  | G      |
| West Zakspeed Racing           | 10  | Bernd Schneider    | Zakspeed 881      | Zakspeed 1500/4 1.5 L4t  | G      |
| Honda Marlboro McLaren         | 11  | Alain Prost        | McLaren MP4/4     | Honda RA168E 1.5 V6t     | G      |
| Honda Marlboro McLaren         | 12  | Ayrton Senna       | McLaren MP4/4     | Honda RA168E 1.5 V6t     | G      |
| AGS Racing                     | 14  | Philippe Streiff   | AGS JH23          | Ford Cosworth DFZ 3.5 V8 | G      |
| Leyton House March Racing Team | 15  | Maurício Gugelmin  | March 881         | Judd CV 3.5 V8           | G      |
| Leyton House March Racing Team | 16  | Ivan Capelli       | March 881         | Judd CV 3.5 V8           | G      |
| USF&G Arrows Megatron          | 17  | Derek Warwick      | Arrows A10B       | Megatron M12/13 1.5 L4t  | G      |
| USF&G Arrows Megatron          | 18  | Eddie Cheever      | Arrows A10B       | Megatron M12/13 1.5 L4t  | G      |
| Benetton Formula Ltd           | 19  | Alessandro Nannini | Benetton B188     | Ford Cosworth DFR 3.5 V8 | G      |
| Benetton Formula Ltd           | 20  | Thierry Boutsen    | Benetton B188     | Ford Cosworth DFR 3.5 V8 | G      |
| Osella Squadra Corse           | 21  | Nicola Larini      | Osella FA1L       | Osella 890T 1.5 V8t      | G      |
| Rial Racing                    | 22  | Andrea de Cesaris  | Rial ARC1         | Ford Cosworth DFZ 3.5 V8 | G      |
| Lois Minardi Team              | 23  | Pierluigi Martini  | Minardi M188      | Ford Cosworth DFZ 3.5 V8 | G      |
| Lois Minardi Team              | 24  | Luis Pérez-Sala    | Minardi M188      | Ford Cosworth DFZ 3.5 V8 | G      |
| Ligier Loto                    | 25  | René Arnoux        | Ligier JS31       | Judd CV 3.5 V8           | G      |
| Ligier Loto                    | 26  | Stefan Johansson   | Ligier JS31       | Judd CV 3.5 V8           | G      |
| Scuderia Ferrari SpA SEFAC     | 27  | Michele Alboreto   | Ferrari F1-87/88C | Ferrari 033E 1.5 V6t     | G      |
| Scuderia Ferrari SpA SEFAC     | 28  | Gerhard Berger     | Ferrari F1-87/88C | Ferrari 033E 1.5 V6t     | G      |
| Larrousse Calmels              | 29  | Yannick Dalmas     | Lola LC88         | Ford Cosworth DFZ 3.5 V8 | G      |
| Larrousse Calmels              | 30  | Philippe Alliot    | Lola LC88         | Ford Cosworth DFZ 3.5 V8 | G      |
| Coloni SpA                     | 31  | Gabriele Tarquini  | Coloni FC188      | Ford Cosworth DFZ 3.5 V8 | G      |
| EuroBrun Racing                | 32  | Oscar Larrauri     | EuroBrun ER188    | Ford Cosworth DFZ 3.5 V8 | G      |
| EuroBrun Racing                | 33  | Stefano Modena     | EuroBrun ER188    | Ford Cosworth DFZ 3.5 V8 | G      |
| BMS Scuderia Italia            | 36  | Alex Caffi         | Dallara F188      | Ford Cosworth DFZ 3.5 V8 | G      |

## Klassifikationen

### Qualifying
| Pos. | Fahrer             | Konstrukteur    | Vorqualifikation | Vorqualifikation  | 1. Qualifikationstraining | 1. Qualifikationstraining | 2. Qualifikationstraining | 2. Qualifikationstraining | Start |
| Pos. | Fahrer             | Konstrukteur    | Zeit             | Ø-Geschwindigkeit | Zeit                      | Ø-Geschwindigkeit         | Zeit                      | Ø-Geschwindigkeit         | Start |
| ---- | ------------------ | --------------- | ---------------- | ----------------- | ------------------------- | ------------------------- | ------------------------- | ------------------------- | ----- |
| 01   | Ayrton Senna       | McLaren-Honda   | –                | –                 | 1:53,718                  | 219,701 km/h              | 2:15,196                  | 184,798 km/h              | 01    |
| 02   | Alain Prost        | McLaren-Honda   | –                | –                 | 1:54,128                  | 218,912 km/h              | keine Zeit                | –                         | 02    |
| 03   | Gerhard Berger     | Ferrari         | –                | –                 | 1:54,581                  | 218,047 km/h              | 2:17,115                  | 182,212 km/h              | 03    |
| 04   | Michele Alboreto   | Ferrari         | –                | –                 | 1:55,665                  | 216,003 km/h              | 2:15,677                  | 184,143 km/h              | 04    |
| 05   | Riccardo Patrese   | Williams-Judd   | –                | –                 | 1:57,138                  | 213,287 km/h              | 2:15,358                  | 184,577 km/h              | 05    |
| 06   | Thierry Boutsen    | Benetton-Ford   | –                | –                 | 1:57,455                  | 212,711 km/h              | 2:15,236                  | 184,744 km/h              | 06    |
| 07   | Alessandro Nannini | Benetton-Ford   | –                | –                 | 1:57,535                  | 212,566 km/h              | 2:17,077                  | 182,263 km/h              | 07    |
| 08   | Satoru Nakajima    | Lotus-Honda     | –                | –                 | 1:57,616                  | 212,420 km/h              | 2:14,739                  | 185,425 km/h              | 08    |
| 09   | Nelson Piquet      | Lotus-Honda     | –                | –                 | 1:57,821                  | 212,050 km/h              | 2:15,027                  | 185,030 km/h              | 09    |
| 10   | Derek Warwick      | Arrows-Megatron | –                | –                 | 1:57,925                  | 211,863 km/h              | 2:16,770                  | 182,672 km/h              | 10    |
| 11   | Eddie Cheever      | Arrows-Megatron | –                | –                 | 1:57,980                  | 211,765 km/h              | 2:19,908                  | 178,574 km/h              | 11    |
| 12   | Martin Brundle     | Williams-Judd   | –                | –                 | 1:58,206                  | 211,360 km/h              | 2:14,517                  | 185,731 km/h              | 12    |
| 13   | Maurício Gugelmin  | March-Judd      | –                | –                 | 1:58,361                  | 211,083 km/h              | keine Zeit                | –                         | 13    |
| 14   | Ivan Capelli       | March-Judd      | –                | –                 | 1:59,439                  | 209,178 km/h              | 2:22,821                  | 174,932 km/h              | 14    |
| 15   | Alex Caffi         | Dallara-Ford    | 2:01,068         | 206,363 km/h      | 1:59,776                  | 208,589 km/h              | 2:18,052                  | 180,975 km/h              | 15    |
| 16   | Philippe Alliot    | Lola-Ford       | –                | –                 | 1:59,906                  | 208,363 km/h              | 2:21,219                  | 176,917 km/h              | 16    |
| 17   | René Arnoux        | Ligier-Judd     | –                | –                 | 2:00,037                  | 208,136 km/h              | 2:19,260                  | 179,405 km/h              | 17    |
| 18   | Philippe Streiff   | AGS-Ford        | –                | –                 | 2:00,410                  | 207,491 km/h              | 2:23,953                  | 173,557 km/h              | 18    |
| 19   | Andrea de Cesaris  | Rial-Ford       | –                | –                 | 2:00,521                  | 207,300 km/h              | 2:17,028                  | 182,328 km/h              | 19    |
| 20   | Stefan Johansson   | Ligier-Judd     | –                | –                 | 2:00,857                  | 206,724 km/h              | keine Zeit                | –                         | 20    |
| 21   | Jonathan Palmer    | Tyrrell-Ford    | –                | –                 | 2:01,078                  | 206,346 km/h              | 2:20,594                  | 177,703 km/h              | 21    |
| 22   | Gabriele Tarquini  | Coloni-Ford     | 2:02,101         | 204,617 km/h      | 2:01,359                  | 205,869 km/h              | 2:19,939                  | 178,535 km/h              | 22    |
| 23   | Yannick Dalmas     | Lola-Ford       | –                | –                 | 2:01,467                  | 205,685 km/h              | 2:19,909                  | 178,573 km/h              | 23    |
| 24   | Piercarlo Ghinzani | Zakspeed        | –                | –                 | 2:01,899                  | 204,957 km/h              | 2:22,064                  | 175,864 km/h              | 24    |
| 25   | Bernd Schneider    | Zakspeed        | –                | –                 | 2:01,938                  | 204,891 km/h              | 2:19,825                  | 178,680 km/h              | 25    |
| 26   | Nicola Larini      | Osella          | 2:02,347         | 204,206 km/h      | 2:02,029                  | 204,738 km/h              | 2:17,127                  | 182,196 km/h              | 26    |
| DNQ  | Luis Pérez-Sala    | Minardi-Ford    | –                | –                 | 2:02,129                  | 204,571 km/h              | keine Zeit                | –                         | –     |
| DNQ  | Pierluigi Martini  | Minardi-Ford    | –                | –                 | 2:02,314                  | 204,261 km/h              | keine Zeit                | –                         | –     |
| DNQ  | Stefano Modena     | EuroBrun-Ford   | 2:02,933         | 203,233 km/h      | 2:02,322                  | 204,248 km/h              | 2:19,880                  | 178,610 km/h              | –     |
| DNQ  | Julian Bailey      | Tyrrell-Ford    | –                | –                 | 2:02,519                  | 203,919 km/h              | keine Zeit                | –                         | –     |
| DNPQ | Oscar Larrauri     | EuroBrun-Ford   | 2:04,208         | 201,146 km/h      | keine Zeit                | –                         | keine Zeit                | –                         | –     |

### Rennen
| Pos. | Fahrer             | Konstrukteur    | Runden | Stopps | Zeit        | Start | Schnellste Runde |
| ---- | ------------------ | --------------- | ------ | ------ | ----------- | ----- | ---------------- |
| 01   | Ayrton Senna       | McLaren-Honda   | 43     | 0      | 1:28:00,549 | 01    | 2:01,061         |
| 02   | Alain Prost        | McLaren-Honda   | 43     | 0      | + 30,470    | 02    | 2:01,702         |
| 03   | Ivan Capelli       | March-Judd      | 43     | 0      | + 1:15,768  | 14    | 2:02,302         |
| 04   | Nelson Piquet      | Lotus-Honda     | 43     | 0      | + 1:23,628  | 09    | 2:02,598         |
| 05   | Derek Warwick      | Arrows-Megatron | 43     | 0      | + 1:25,355  | 10    | 2:03,002         |
| 06   | Eddie Cheever      | Arrows-Megatron | 42     | 0      | + 1 Runde   | 11    | 2:03,653         |
| 07   | Martin Brundle     | Williams-Judd   | 42     | 0      | + 1 Runde   | 12    | 2:04,088         |
| 08   | Alex Caffi         | Dallara-Ford    | 42     | 0      | + 1 Runde   | 15    | 2:04,475         |
| 09   | Philippe Alliot    | Lola-Ford       | 42     | 0      | + 1 Runde   | 16    | 2:05,083         |
| 10   | Philippe Streiff   | AGS-Ford        | 42     | 0      | + 1 Runde   | 18    | 2:05,028         |
| 11   | Stefan Johansson   | Ligier-Judd     | 39     | 0      | DNF         | 20    | 2:05,681         |
| 12   | Jonathan Palmer    | Tyrrell-Ford    | 39     | 0      | DNF         | 21    | 2:05,525         |
| 13   | Bernd Schneider    | Zakspeed        | 38     | 0      | DNF         | 25    | 2:06,810         |
| –    | Gabriele Tarquini  | Coloni-Ford     | 36     | 0      | NC          | 22    | 2:04,589         |
| –    | Michele Alboreto   | Ferrari         | 35     | 0      | DNF         | 04    | 2:01,924         |
| –    | Riccardo Patrese   | Williams-Judd   | 30     | 0      | DNF         | 05    | 2:03,220         |
| –    | Maurício Gugelmin  | March-Judd      | 29     | 0      | DNF         | 13    | 2:02,255         |
| –    | Piercarlo Ghinzani | Zakspeed        | 25     | 0      | DNF         | 24    | 2:06,653         |
| –    | Satoru Nakajima    | Lotus-Honda     | 22     | 0      | DNF         | 08    | 2:03,448         |
| –    | Nicola Larini      | Osella          | 14     | 0      | DNF         | 26    | 2:06,514         |
| –    | Gerhard Berger     | Ferrari         | 11     | 0      | DNF         | 03    | 2:00,772         |
| –    | Yannick Dalmas     | Lola-Ford       | 9      | 0      | DNF         | 23    | 2:07,497         |
| –    | Andrea de Cesaris  | Rial-Ford       | 2      | 0      | DNF         | 19    | 2:08,821         |
| –    | René Arnoux        | Ligier-Judd     | 2      | 0      | DNF         | 17    | 2:07,978         |
| DSQ  | Thierry Boutsen    | Benetton-Ford   | 43     | 0      | –           | 06    | 2:02,849         |
| DSQ  | Alessandro Nannini | Benetton-Ford   | 43     | 0      | –           | 07    | 2:02,298         |

## WM-Stände nach dem Rennen
Die ersten sechs des Rennens bekamen 9, 6, 4, 3, 2 bzw. 1 Punkt(e). In der Fahrerwertung wurden die besten elf Resultate, in der Konstrukteurswertung alle Resultate gewertet.

### Fahrerwertung
| Pos. | Fahrer             | Konstrukteur    | Punkte |
| ---- | ------------------ | --------------- | ------ |
| 01   | Ayrton Senna       | McLaren-Honda   | 75     |
| 02   | Alain Prost        | McLaren-Honda   | 72     |
| 03   | Gerhard Berger     | Ferrari         | 28     |
| 04   | Nelson Piquet      | Lotus-Honda     | 18     |
| 05   | Michele Alboreto   | Ferrari         | 16     |
| 06   | Thierry Boutsen    | Benetton-Ford   | 16     |
| 07   | Derek Warwick      | Arrows-Megatron | 11     |
| 08   | Ivan Capelli       | March-Judd      | 8      |
| 09   | Nigel Mansell      | Williams-Judd   | 6      |
| 10   | Alessandro Nannini | Benetton-Ford   | 6      |
| 11   | Jonathan Palmer    | Tyrrell-Ford    | 5      |
| 12   | Maurício Gugelmin  | March-Judd      | 5      |
| 13   | Andrea de Cesaris  | Rial-Ford       | 3      |
| 14   | Riccardo Patrese   | Williams-Judd   | 2      |
| 15   | Eddie Cheever      | Arrows-Megatron | 2      |
| 16   | Satoru Nakajima    | Lotus-Honda     | 1      |
| 17   | Pierluigi Martini  | Minardi-Ford    | 1      |

| Pos. | Fahrer             | Konstrukteur  | Punkte |
| ---- | ------------------ | ------------- | ------ |
| 18   | Yannick Dalmas     | Lola-Ford     | 0      |
| 19   | Martin Brundle     | Williams-Judd | 0      |
| 20   | Gabriele Tarquini  | Coloni-Ford   | 0      |
| 21   | Alex Caffi         | Dallara-Ford  | 0      |
| 22   | Stefan Johansson   | Ligier-Judd   | 0      |
| 23   | Philippe Alliot    | Lola-Ford     | 0      |
| 24   | Julian Bailey      | Tyrrell-Ford  | 0      |
| 25   | Nicola Larini      | Osella        | 0      |
| 26   | Philippe Streiff   | AGS-Ford      | 0      |
| 27   | Luis Pérez-Sala    | Minardi-Ford  | 0      |
| 28   | Stefano Modena     | EuroBrun-Ford | 0      |
| 29   | Bernd Schneider    | Zakspeed      | 0      |
| 30   | Oscar Larrauri     | EuroBrun-Ford | 0      |
| 31   | Piercarlo Ghinzani | Zakspeed      | 0      |
| 32   | Adrián Campos      | Minardi-Ford  | 0      |
| 33   | René Arnoux        | Ligier-Judd   | 0      |

### Konstrukteurswertung
| Pos. | Konstrukteur    | Punkte |
| ---- | --------------- | ------ |
| 01   | McLaren-Honda   | 147    |
| 02   | Ferrari         | 44     |
| 03   | Benetton-Ford   | 22     |
| 04   | Lotus-Honda     | 19     |
| 05   | Arrows-Megatron | 13     |
| 06   | March-Judd      | 13     |
| 07   | Williams-Judd   | 8      |
| 08   | Tyrrell-Ford    | 5      |
| 09   | Rial-Ford       | 3      |

| Pos. | Konstrukteur  | Punkte |
| ---- | ------------- | ------ |
| 10   | Minardi-Ford  | 1      |
| 11   | Lola-Ford     | 0      |
| 12   | Coloni-Ford   | 0      |
| 13   | Ligier-Judd   | 0      |
| 14   | Dallara-Ford  | 0      |
| 15   | Osella        | 0      |
| 16   | AGS-Ford      | 0      |
| 17   | EuroBrun-Ford | 0      |
| 18   | Zakspeed      | 0      |